# Front Deutscher Äpfel

Fahne der Front Deutscher Äpfel (quadratische Version dient als Logo)

Die Front Deutscher Äpfel (FDÄ), bisweilen auch verkürzt Apfelfront genannt, ist eine 2004 in Leipzig gegründete satirische Organisation, die rechtsextreme Parteien, insbesondere die Nationaldemokratische Partei Deutschlands (NPD), parodiert. Sie unterteilt sich in Anlehnung an ehemalige oder existierende rechtsextreme Organisationsstrukturen in zahlreiche Untergruppen wie die Jugendorganisation Nationales Frischobst Deutschland (NFD), die Frauenorganisation Bund weicher Birnen (BWB) und zahlreiche lokale Gaue (siehe auch Gauleiter). Der Name geht zurück auf den ehemaligen NPD-Politiker Holger Apfel. Seit 2018 lassen sich keine Aktivitäten der Gruppe mehr verzeichnen.

## Programm

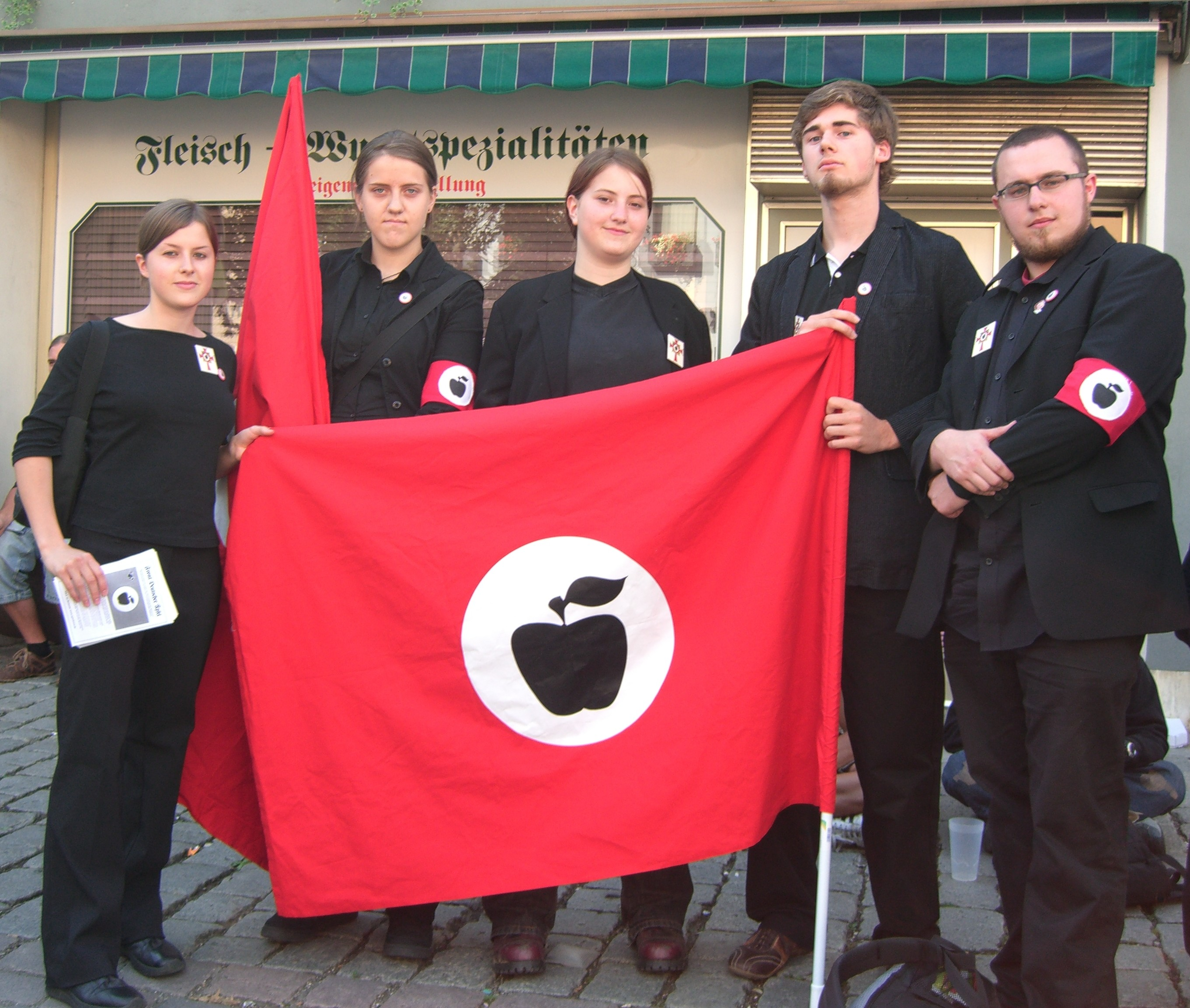
Apfelfrontaktivisten in typischer Uniform mit persiflierten rechtsextremistischen Symbolen

Die Organisation vertritt satirisch ausformulierte Forderungen mit Bezug zur Ideologie des Nationalsozialismus wie etwa die „Reinhaltung des deutschen Obstbestandes“ oder die „Überfremdung des deutschen Obstbestandes durch Aufpfropfen fremder Arten“. 
In Erklärungen, bei öffentlichen Auftritten und auf ihrer Website bemüht sie sich ähnlich den originalen rechten und rechtsextremen Internetangeboten um ausschließliche Benutzung deutscher Sprache inklusive des Eindeutschens gängiger Anglizismen und ahmt absichtlich das öffentliche Erscheinungsbild rechtsextremistischer Organisationen nach. 
Insbesondere die von der NPD (mittlerweile HEIMAT) und ihrem ehemaligen Fraktionsvorsitzenden im Sächsischen Landtag Holger Apfel in der Öffentlichkeitsarbeit benutzten Begriffe, Redewendungen und Stilmittel greift die Apfelfront auf und münzt sie auf die von ihr gewählte Thematik des Obstbaues um.

## Geschichte und Aktionsformen

### Gründung
Die Organisation wurde im Anschluss an Wahlkampf und Wahlen zum Sächsischen Landtag am 19. September 2004 gegründet.
Die Gruppe um den Gründer Alf Thum versteht sich nicht als politisch Linke, sondern als Nicht-Rechte. Sie bezeichnen sich mehr als Künstler, die mit dem gewohnten Demo-Gegendemo-Ritual brechen.
Die Jugendorganisation der Front heißt „Nationales Frischobst Deutschlands“ (NFD). Assoziiert im „nationalen Kampf“ ist die Vereinigung „Bund weicher Birnen“ (BWB). Laut der Sächsischen Zeitung hatte die FDÄ im Juni 2005 15 Mitglieder, das NFD 25 Mitglieder. 

### Aktionen

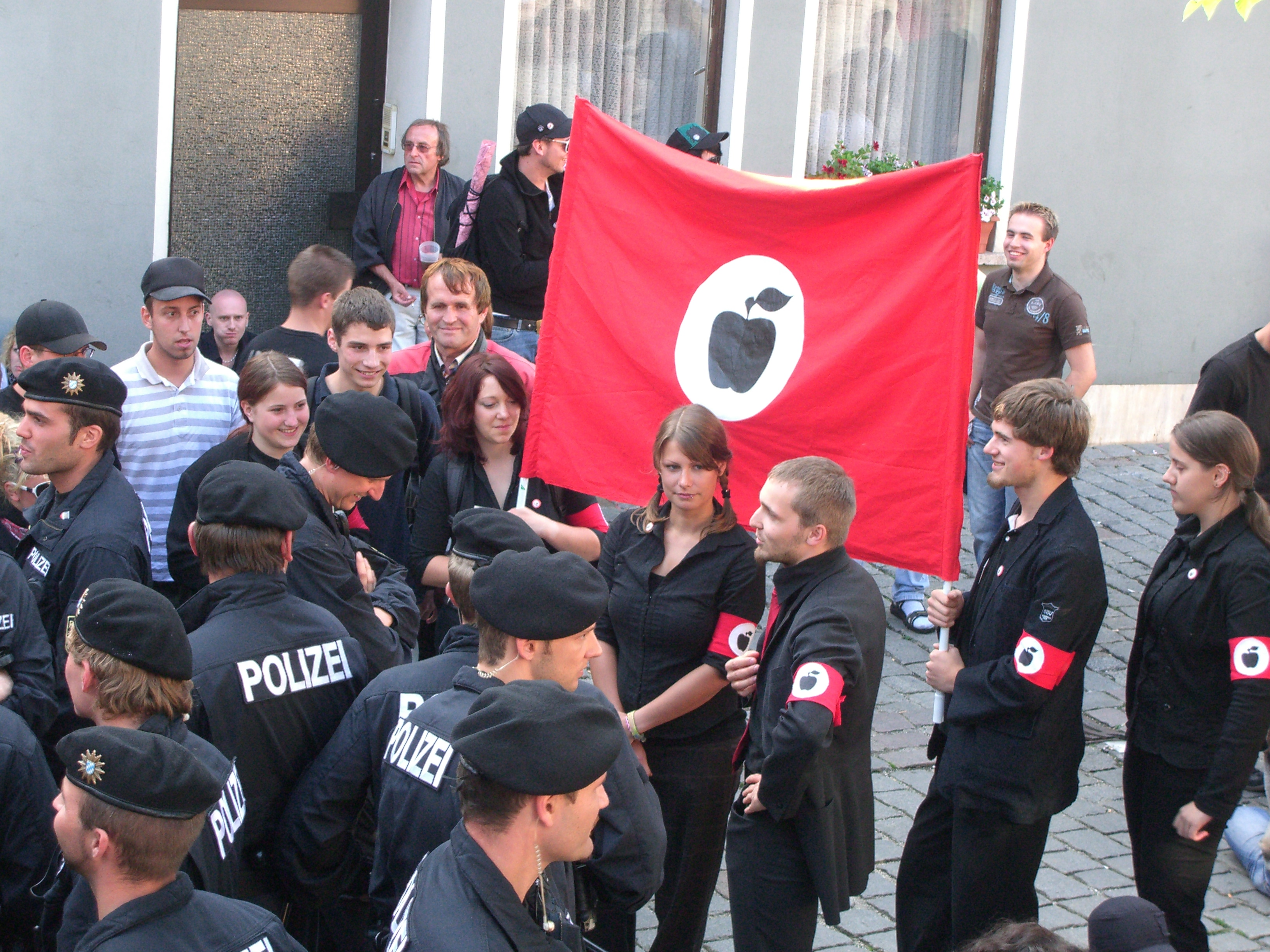
FDÄ-Aktion auf dem Marktplatz von Gräfenberg am 18. August 2007 auf der Gegendemonstration „Gräfenberg ist bunt“

Seit ihrer Gründung tritt die Organisation bei allen größeren NPD- und Neonazi-Aufmärschen insbesondere in Ostdeutschland auf, so erstmals auf der Neonazidemonstration am 3. Oktober 2004 auf der NPD-Kundgebung in Leipzig, die erfolgreich verhindert werden konnte, weiterhin am 13. Februar in Dresden, auf der von Christian Worch angemeldeten Demonstration am 1. Mai sowie am 1. Oktober 2005 in Leipzig und am 8. Mai 2005 in Berlin. Außerdem beteiligten sie sich auf dem im Juni von der deutschen Bundesregierung veranstalteten Jugend-Politik-Festival Berlin 05 sowie Berlin 08. Auf der Gegendemonstration gegen den NPD-Aufmarsch am 1. Mai 2008 Hamburg-Barmbek war die FDÄ auch vertreten.
Die Front Deutscher Äpfel sympathisiert mit der satirischen Partei für Arbeit, Rechtsstaat, Tierschutz, Elitenförderung und basisdemokratische Initiative (Die PARTEI) und rief zur Unterstützung der PARTEI auf.

### Ungarn
2011 entstand in Ungarn mit der Ungarischen Knoblauchfront (Magyar Fokhagymafront) eine vergleichbare Organisation. Seit 2012 besteht eine aktive Zusammenarbeit der beiden Aktionsformate, aus welcher unter anderem das politisch-künstlerische Kollektiv DADA Budapest hervorging.

## Kritik

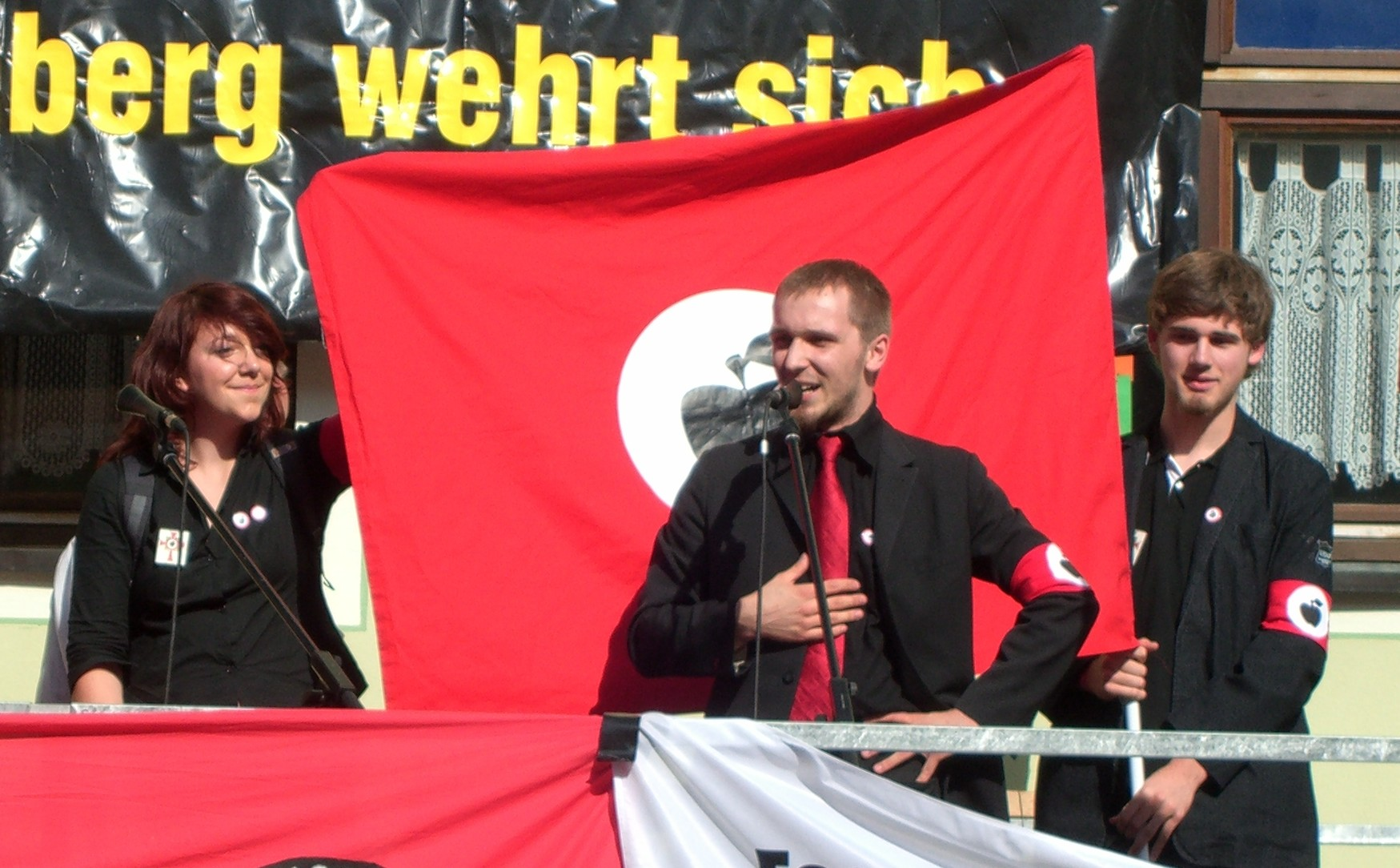
Rede der FDÄ mit satirisch überhöhter Symbolik auf dem Marktplatz von Gräfenberg am 18. August 2007 im Rahmen einer Demonstration gegen rechtsextreme Aufmärsche

Nicht selten löst der Auftritt der Apfelfront zunächst Verstörung aus, zumal die Zeichen und Fahnen beim flüchtigen Hinsehen nicht sofort als Parodie zu erkennen sind. So veröffentlichte der MDR am 25. Juli 2006 auf seiner Website in einem Artikel über die NPD ein Bild der Apfelfront mit der Bildunterschrift „Die NPD will weg von ihrem Schlägerimage“. Die Falschmeldung des MDR wurde jedoch bemängelt und das Bild entfernt.
In Webforen finden sich trotz der bei näherem Hinsehen offensichtlichen Übersteigerung immer wieder Anfragen, wie ernst es die Apfelfront mit ihren Forderungen meine. Kritiker sind der Meinung, die Apfelfront-Auftritte seien kontraproduktiv und es seien Akteure zugange, die sich in ihren „Kostümfaschismus“ hineingesteigert hätten und so die faschistischen Zeichen letztlich stärker als die Parodie blieben.
Die Apfelfront weist bei ihren Interviews und Auftritten allerdings immer auch darauf hin, dass es aktuell Tendenzen innerhalb des rechtsextremen Spektrums gebe, sich anderer subkultureller Outfits bis hin zur Kopie der ursprünglich der autonomen Szene zuzuordnenden Kleiderordnung zu bedienen. Die Kostümierung der Apfelfront sei mithin ein Hinweis, dass Nazis nicht mehr unbedingt durch die landläufig bekannten Farben, Symbole, Kostüme und so weiter zu erkennen seien und dass es genau darum ginge, durch Irritationen in der Öffentlichkeit auf diese Tendenzen aufmerksam zu machen.

## Rezeption in rechten Kreisen
Der Begriff „Apfelfront“ wird in rechtsextremen Kreisen verwendet, um sich vom Kurs der „seriösen Radikalität“ abzugrenzen, den Holger Apfel als Parteivorsitzender der NPD durchsetzen wollte.

## Front Deutscher Äpfel – Das Buch zur Bewegung
Im November 2014 erschien im Fruehwerk Verlag das Buch zur Bewegung, herausgegeben von Max Upravitelev, einem langjährigen Mitglied der FdÄ. Autoren sind Ulrich Berger, Alain Bieber, Dieter Daniels, Veronika Darian, Leo Fischer, Sebastian Jabbusch, Marcel H. Pernik, Veronika Kopf, Ármin Langer, Tilman Loos, Robin May, Linnéa Meiners, Sandro Odak, Markus Ohm, Tom Rodig, Henry Rudolph, Martin Sonneborn, Alf Thum, Max Upravitelev, Fernando Wawerek und Gregor Zocher.

## Auszeichnungen
2008
Goldene Schallplatte gegen Rechts (Im Rahmen des Berlin 08 Festivals)
2014
Nominierung CIVIS Online Medienpreis (Im Rahmen des Civis – Europas Medienpreis für Integration)

## Film
- Boskopismus von Witja Frank
- Sturm auf den Heldenplatz von Tom Rodig
- Operation Buchdruck von Linni Riefenstáhl